# Ikaarissat
Ikaarissat [iˈkɑːˌʁisːat] (nach alter Rechtschreibung Ikâríssat) ist eine wüst gefallene grönländische Fuchszüchtersiedlung im Distrikt Nuuk in der Kommuneqarfik Sermersooq.

## Lage
Ikaarissat liegt auf einer gleichnamigen Insel in einer gleichnamigen Inselgruppe am Ausgang des Nuup Kangerlua. Nur sechs Kilometer nördlich liegt Nuuk.

## Geschichte
Ikaarissat wurde 1913 gegründet, um Füchse zu züchten. Der Ort war Teil der Gemeinde Godthaab. 1918 lebten der dänische Leiter in einem Haus und zwei grönländische Angestellte mit ihren Familien, zusammen zehn Personen in einem zweiten Haus. Anderen Personen war das Betreten des Gebiets ohne Erlaubnis verboten. Die Füchse konnten sich frei auf den Inseln bewegen, aber es zeigte sich, dass einige der Füchse über vorbeitreibende Eisschollen flüchten konnten. Von daher wurde Zäune errichtet, aber der Betrieb auf den Inseln stellte sich als nicht sinnvoll heraus, sodass Ikaarissat 1926 aufgegeben wurde und die Fuchszucht von da an innerhalb Nuuks stattfand.